# 押山清高
押山清高（日语：／ Oshiyama Kiyotaka，1982年1月3日—）是日本的動畫導演、動畫師、設計師。他同時也是Studio Dorain的代表董事。出生於福島縣。

## 經歷
在加入動畫工作室XEBEC擔任動畫師後，押山最初在2004年參與了《蒼穹之戰神》的原画製作。隨後成為自由工作者。2007年首次擔任作畫監督參與了《電腦線圈》的製作。 憑藉這項工作引起了業界注意，之後，他參與了包括《福音戰士新劇場版：破》、《借物少女艾莉緹》、《風起》等動畫電影的製作。
2011年，押山在《鋼之鍊金術師 嘆息之丘的聖星》中首次擔任動畫導演，並在2014年《宇宙浪子第二季》的第18集中獨自擔任了腳本、分鏡、導演和原畫等工作。
2016年，擔任電視影集《輕拍翻轉小魔女》的主導演。此外在2018年公開的新系列電影《FLCL: Progressive》中擔任機械設計師。同年在湯淺政明執導的《惡魔人 Crybaby》中，押山受到邀請而擔任了惡魔角色的設計工作。
2017年，押山與永野優希共同創立了Dorain Studio。當前除了製作作品外，還經營Dorain Studio的指導室。2019年，押山在安錫國際動畫影展的日本動畫特輯「NEW MOTION -the Next of Japanese Animation-」中，作為26位年輕創作者之一被選中。

## 風格
押山的作畫風格被認為是具有與作品性質相匹配的工匠能力，並且擁有獨特的繪畫手法，能夠在視覺層面上令觀眾感到愉悅。當參與其他作家的作品時，則展示出廣泛的繪畫技巧。此外，他透過簡潔的線條表現突顯了動畫本身所具有的運動魅力，從而產生生動感。

## 參與作品

### 電視動畫
2004年
- 蒼穹之戰神 - 原畫（第22話・23話・25話）、動畫

2005年
- 魔法老師 - 原畫（第3話・19話・24話・26話）
- 武器種族傳說 - 原畫（ED・第6話・13話・18話・26話）
- 洛克人EXE BEAST（-2006年） - 獸人設計、原畫（OP・第14話・25話）
- SHUFFLE! - 原畫（12話）

2006年
- 蒼穹之戰神 RIGHT OF LEFT - 原畫
- 櫻蘭高校男公關部 - 原畫（OP・第9話）
- 洛克人EXE BEAST+ - 原畫（OP・第15話）
- The Third 〜蒼之瞳的少女〜（日语：ザ・サード 〜蒼い瞳の少女〜） - 原畫（第3話・4話・6話）

2007年
- 鐵馬少年 - 原畫（OP）
- 天元突破 紅蓮螺巖 - 原畫（第3話）
- 電腦線圈 - 作畫監督（第5話・13話・19話・22話・24話）、原畫（OP・第1話・4話・5話・7話・13話・18話・19話・20話・22話・26話）
- 地球防衛少年 - 原畫（第14話・23話）

2009年
- 海物語 - 原畫（第11話）
- 哆啦A夢 - 原畫（第159話）

2014年
- 宇宙浪子 - 外星人設計（第1話・2話・4話・5話）、客串外星人設計（第7話）、機甲設計（第13話）、作画監督/原畫（第9話）
- 宇宙浪子第二季 - 脚本/美術設定/客串角色設計/分鏡/演出/作画監督/原畫/動畫（第18話）、外星人設計（第19話）、客串外星人設計（第15話）、原畫（第22話・26話）
- 天體的秩序 - 原畫（第13話）

2016年
- 輕拍翻轉小魔女 - 監督、脚本（第7話）、分鏡（OP・ED・第1話・2話・7話・10話・11話・12話・13話、演出（OP・ED・第1話・13話）、作畫（ED）、原畫（第1話・4話・5話・7話・13話）、第二原畫/動畫（第13話）

2017年
- 情色漫畫老師 - 原畫（第11話）
- Princess Principal - 原畫（第OP）

2020年
- DECA-DENCE - 賽博格設計

2022年
- 戀上換裝娃娃 - 原畫（第12話）
- 鏈鋸人 - 惡魔設計

2026年
- TRIGUN STARGAZE - 角色設計[10]

### 劇場動畫
2005年
- 洛克人EXE：光影戰記（日语：ロックマンエグゼ 光と闇の遺産） - 原畫
- 劇場版 鋼之鍊金術師 森巴拉的征服者 - 原畫

2007年
- 大雄與綠之巨人傳 - 原畫

2009年
- 福音戰士新劇場版：破 - 原畫

2010年
- 借物少女艾莉緹 - 原畫
- 麵種與蛋姬 - 原畫

2011年
- 鋼之鍊金術師 嘆息之丘的聖星 - 動畫導演、原畫

2012年
- 給小桃的信 - 原畫

2013年
- 風起 - 原畫

2017年
- 瑪麗與魔女之花 - 原畫

2018年
- FLCL Progressive - 機械設計
- FLCL Alternative - 機械設計
- 大雄的金银岛 - 原畫

2020年
- 大雄的新恐龍 - 作画監督、演出、原畫

2024年
- 驀然回首 - 監督、脚本、角色設計[11][12]

### OVA・網路影集
2006年
- 魔女少女月音醬（日语：魔女っ娘つくねちゃん） - 原畫（6話）

2008年
- 亡念之扎姆德（-2009年） - 作畫監督（11話）、原畫（8話・11話）

2018年
- 惡魔人 Crybaby - 惡魔設計、分鏡（第5話）、導演（第5話）、動畫導演（第5、8話）

2021年
- 吸血鬼之愛 - 作畫監督（9話）、原畫（9話）

2023年
- 冰雪極境（英语：MAKE MY DAY） - 機甲設計

2024年
- Rising Impact（日语：ライジングインパクト） - 角色設計

### PV
- GLAY「Je t'aime」（2010年） - 原畫

### CM
- 花王 アタックZERO 新世紀福音戰士限定合作電影影片廣告（2020年）- 動畫導演、分鏡、導演、原畫
- 樂天加納巧克力「ガーナ Gift篇」（2021年） - 角色設計・作畫監督

## 出版品
- 神技繪圖系列《繪圖修正班》（角川，2019年5月30日發行）ISBN 978-4-04-604163-0
- 作畫修改教室《押山清高點評集》（角川，2021年6月21日發行）ISBN 978-4-04-605038-0

## 外部連結
- 押山清高的X（前Twitter）
- 官方网站